# ジェームズ・ステュアート (第5代ギャロウェイ伯爵)
第5代ギャロウェイ伯爵ジェームズ・ステュアート（英語: James Stewart, 5th Earl of Galloway PC、1671年頃 – 1746年2月16日）は、スコットランド貴族、政治家。

## 生涯
第3代ギャロウェイ伯爵アレクサンダー・ステュアートとメアリー・ダグラス（Mary Douglas、第2代クイーンズベリー公爵ジェームズ・ダグラスの娘）の息子として生まれた。1690年9月26日に兄アレクサンダーが死去すると、ギャロウェイ伯爵の爵位を継承した。その後、1695年5月27日に宣誓してスコットランド議会議員に就任した。
1694年頃、キャサリン・モンゴメリー（Catherine Montgomerie、1757年12月没、第9代エグリントン伯爵アレクサンダー・モンゴメリーの長女）と結婚、4男4女を儲けた。
- アレクサンダー（1694年頃 – 1773年） - 第6代ギャロウェイ伯爵、子供あり
- ジェームズ（英語版）（1699年頃 – 1768年） - 庶民院議員
- ウィリアム（英語版）（1706年頃 – 1748年） - 庶民院議員
- ジョージ - エディンバラ大学在学中に死去
- マーガレット（1747年7月22日没） - 1713年6月11日、第5代サウスエスク伯爵ジェームズ・カーネギー（1730年没）と結婚、子供あり。1733年8月16日、ジョン・シンクレア（1750年11月2日没）と再婚
- ユーフェミア（1760年11月9日没） - 1726年2月17日以降、アレクサンダー・マレー（英語版）と結婚、子供あり
- キャサリン - 生涯未婚
- アン（1755年3月12日没）

1705年から1706年までスコットランド下級大蔵卿（Commissioner of the Treasury）を務め、1706年にはスコットランド枢密院の枢密顧問官に任命された。この時期にはイングランド王国との合同が盛んに議論されていたが、第5代ギャロウェイ伯爵は合同に反対する立場をとった。
1746年2月16日にグラッサートンで死去、長男アレクサンダーが爵位を継承した。